# 天才画の女
『天才画の女』（てんさいがのおんな）は、松本清張の長編推理小説。画廊の支配人が、画壇に突如出現した、天才女性画家の謎を追うミステリー長編。「禁忌の連歌」第3話として『週刊新潮』に連載され（1978年3月16日号 - 1978年10月12日号、連載中の挿絵は濱野彰親）、1979年2月、新潮社から単行本として刊行された。
1980年にテレビドラマ化されている。

## あらすじ
銀座の画廊・叢芸洞と光彩堂はライバル関係にあった。ある日、絵画の目利きとして知られる銀行社長の寺村素七は、超大家の作品のオマケとして付けられた絵を見て驚愕し、その画を描いた作者の他の作品をできるだけ欲しい、と光彩堂に注文を入れる。光彩堂社長の中久保精一と支配人の山岸孝次は、寺村が褒めるなら、絵の作者・降田良子の価値は今後上がり、商売になると踏み、降田良子を押さえにかかる。降田良子は、画の団体に所属したことも、展覧会に作品を出展したこともなかった。栗山弘三という画家に教わったことがあると聞いた山岸は、栗山のアパートを訪問するが、栗山の絵は降田良子の画と全く異なる、古臭い作風のものであった。
降田良子は画壇に現われた突然変異の天才なのか？降田良子の作品展を見た叢芸洞の支配人・小池直吉は、天才画家のルーツを探るべく、降田良子の故郷・福島県へと向かう。

## 主な登場人物
- 原作における設定を記述。

小池直吉
東銀座の画廊「叢芸洞」の支配人。
降田良子
突如注目を集め始めた女性画家。東中野のアパートに住む。福島県出身。
栗山弘三
一時的に降田良子を指導した老画家。豪徳寺在住。70歳過ぎ。
山岸孝次
銀座の画廊「光彩堂」の支配人。
中久保精一
光彩堂社長。小池をライバル視している。
寺村素七
陽和相互銀行社長。美術コレクターで、新人発見の眼力を持つことで知られる。63歳。
沢木庄一
A大学教授兼美術評論家。気取り屋で、しばしばアメリカ仕込みの知性を誇示する。
原口基孝
高尚な顔立ちの仲介画商。画を風呂敷に包んで持ち歩く。
大江信太郎
叢芸洞社長。老人性結核を患い、高樹町の自宅に引っ込んでいる。62歳。
降田敬二
降田良子の兄。福島県の実家隣のカメラ店店主。
小山政雄
降田家の当主・降田福太郎の従兄。大分県宇佐郡出身。戦争で弾を頭に受け、精神障害になる。

## エピソード
- 文芸評論家の郷原宏は、本作が『青のある断層』『真贋の森』『雑草群落』と続く絵画の贋作テーマの系列に属するが、それまでの贋作物とはやや趣を異にし、贋作テーマの推理小説でありながら、構造的にはむしろ『蒼い描点』を始点とする文学作品の「盗作」物に近い作品と述べている[1]。
- 日本文学研究者の鈴木優作は、1970年代の画壇状況を参照し、投機対象としての絵画購入ブームが1972年に頂点に達し、景気下降と金融引き締めとともに1973年春に沈滞、作中の光彩堂と叢芸洞は景気の再浮揚を狙う1977年頃の銀座の老舗画廊をモデルに造形していると考えられ、1978年に発表された本作は1970年代の画壇の経済的動向を正確に踏まえていると論じている[2]。また、小池の探偵行為が成果を結ばずに結末を迎える意味については、本作は敢えて満たされずに終わることが強調されることで、探偵側が抱く暴露の欲望への批評性が見いだせると論じ、光彩堂と叢芸洞の転落を結末で明示することで、読者自らが無意識に抱えているセンセーショナルな情報を求めてやまない欲望が批評の対象とされ、単に読者の客体としての社会悪の暴露に留まらず、読者自身にまで射程を広げた「大衆啓蒙的批評性を備えた作品」と本作を位置付けている[2]。
- 作中の大江信太郎による「ゴッホまでゆかなくても、精神薄弱者の天才少年が日本にもいた。精神医のS博士が後楯になっていて有名だった」について、「天才少年」は山下清、「S博士」は式場隆三郎を指すとされる[2]。

## テレビドラマ
「松本清張シリーズ・天才画の女」。1980年4月5日から4月19日まで、NHKの「土曜ドラマ」（20:00-21:10）にて3回にわたり放映。原作と異なり殺人事件を発端としている。写真家の鈴木理策は、本ドラマを繰り返し見ていると述べ、「表現とはいかにして成立し得るのか、という根源的な問いをこのドラマが含んでいるからではないか」と記している。
キャスト
- 降田良子：竹下景子（新進画家）
- 小池直吉：佐藤慶（叢芸洞の支配人）
- 中久保精一：芦田伸介（光彩堂の社長）
- 梅津久直：鹿賀丈史（東亜新報の記者）
- 須川久美：篠ひろ子（光彩堂の社員）
- 山岸孝次：菅野忠彦（光彩堂の支配人）
- 寺村寿一：志村喬（銀行の頭取）
- 大江信太郎：下條正巳（叢芸洞の社長）
- 沢木庄一：久米明（美術評論家）
- 寺村まさ：一の宮あつ子（寺村寿一の妻）
- 降田智：宗近晴見（降田良子の義兄）
- 降田幸子：大森暁美（降田良子の姉）
- 鈴木時江：塩沢とき（マンションの管理人）
- 小山政雄：三谷昇（画家）
- たみ：山本道子（旅館の女中）
- 降田義人：金田龍之介（降田良子の父）
- 原口基孝：山田吾一（風呂敷画商）
- 大江志津子：宮下順子（大江信太郎の妻）
- 佐伯頼子：工藤明子（光彩堂の社員）
- 大江進治：清野国宣（大江信太郎の息子）
- 降田良子（少女時代）：西尾麻里
- 刑事：穂高稔
- 車掌：菅沼赫
- ホステス：光源寺淳子
- 受付：中里綾子
- 男：富士野幸夫
- 役員：川部修詩
- 秘書：山田美根子
- 女将：水澤摩耶
- デスク：伊藤正博
- 記者：明石勤
- 記者：横井徹
- 受付：清嶋智子
- 大西：石山雄大（美術記者）
- 刑事：井上三千男
- 看護婦：渥実れい子
- 記者：長克巳
- 記者：嶋崎伸夫
- 記者：名取幸政
- 記者：沖田弘二
- 記者：坂口進也

スタッフ
- 脚本：高橋玄洋
- 演出：高橋康夫（第1・2回）、中里毅（第3回）
- 音楽：坂田晃一
- 演奏：新室内楽協会
- 美術：斎藤博己（第1・3回）、藤井俊樹（第2回）
- 絵画指導：小林哲夫[4]
- 協力：喜多方市
- 制作：NHK

| NHK 土曜ドラマ                              | NHK 土曜ドラマ                                | NHK 土曜ドラマ                                     |
| 前番組                                      | 番組名                                        | 次番組                                             |
| ------------------------------------------- | --------------------------------------------- | -------------------------------------------------- |
| 離婚 （脚本：橋田壽賀子） （1980.3.8 - 29） | 松本清張シリーズ 天才画の女 （1980.4.5 - 19） | 空白の900分 -国鉄総裁怪死事件- （1980.10.11 - 18） |